# Chips de camarão

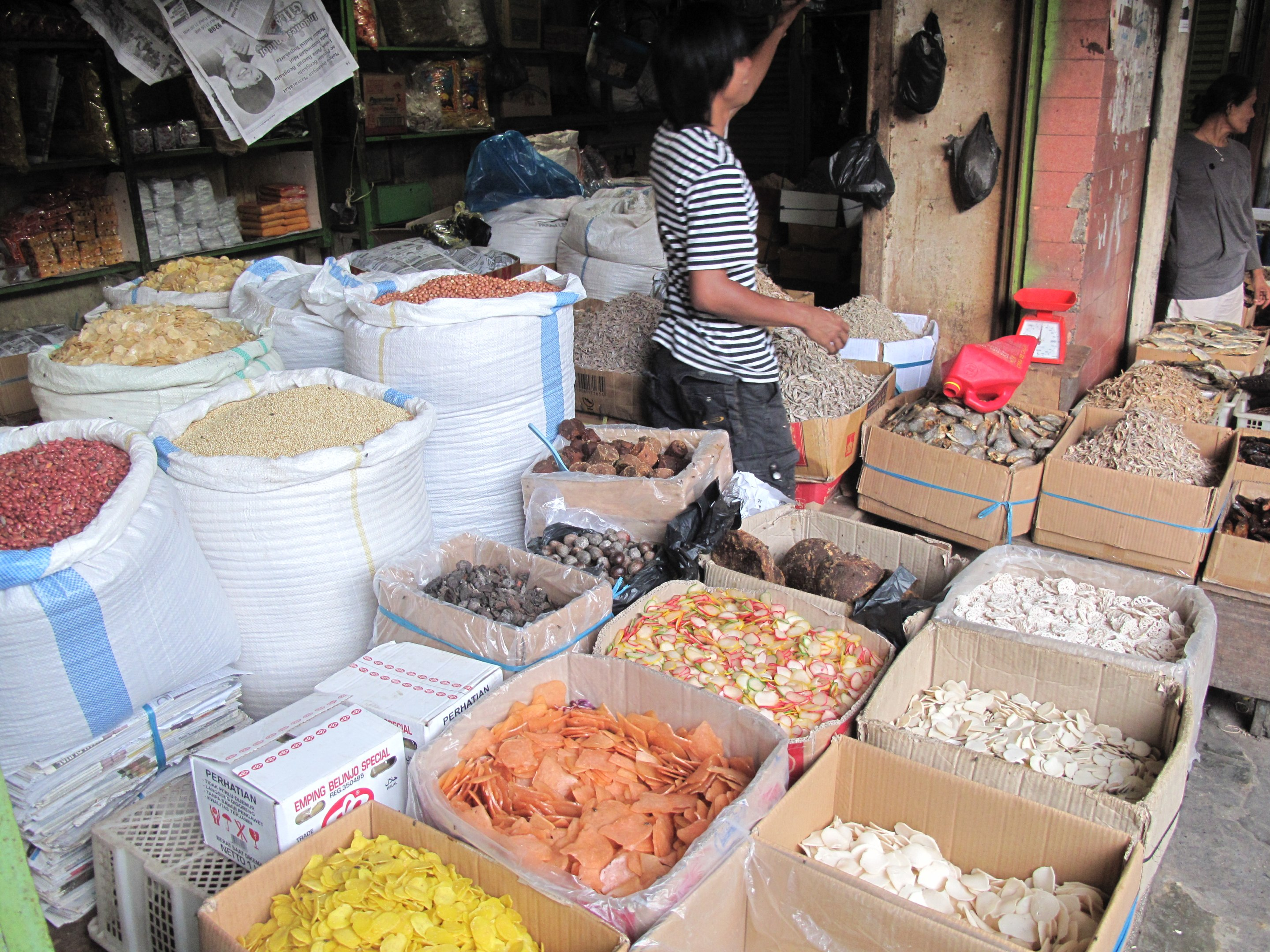
Variedade de krupuk num mercado na Indonésia

Chips de camarão ou “krupuk-udang” (“udang” significa camarão, em língua indonésia), kerupuk, keropok na Malásia, kropek nas Filipinas; bánh phồng tôm no Vietname ou 炸庀虾片 na China, são um petisco originário da Indonésia feito com farinha tipo-maizena (amido) e camarão moído e fritos.  Não confundir com fofos de camarão, por vezes chamados “sonhos de camarão”. 
Muitas vezes servidos como aperitivo ou salgadinho, para acompanhar cerveja, na Indonésia os krupuk são um dos acompanhamentos do nasi goreng (arroz frito). 
Numa receita, mistura-se o camarão fresco moído com tapioca (polvilho doce), sal e pimenta-do-reino, se necessário juntando água, até obter uma massa que se possa trabalhar e transforma-se em “chouriços” grossos, com cuidado para não deixar ar dentro da massa. Os “chouriços” são cozidos no vapor, de preferência sobre folhas de bananeira ou, na falta, de alumínio; enrolar a tampa da vaporeira num pano de cozinha, para evitar que a água que condensa não caia sobre a massa. Quando estiverem cozidos, deixam-se arrefecer, enrolados num pano ou em alumínio, até ao dia seguinte. 
A massa cozida é depois cortada em fatias finas, que se colocam num tabuleiro ou numa grelha de metal e se põem a secar ao sol. Estas rodelas secas são a matéria-prima para os “chips” e podem ser guardadas num recipiente bem fechado até serem fritas em óleo bem quente, ou assadas no micro-ondas. Os “chips” podem também ser feitos com lula, peixe ou bacon. 